# Настольный теннис на летних Олимпийских играх 2020 — командный разряд (мужчины)
Настольный теннис на летних Олимпийских играх 2020 — командный разряд (мужчины) был одной из дисциплин настольного тенниса, проведённых в рамках Олимпиады в Токио. Соревнования проходили с 1 по 6 августа 2021 года (Игры были перенесены с 2020 на 2021 год из-за пандемии COVID-19). Место проведения — Токийский столичный спортивный дворец.

### Формат соревнований
В командных соревнованиях участвовало 16 сборных, каждая из которых состояла из трёх игроков. Формат включал матчи из пяти игр:
1. Один парный матч.
2. Три-четыре одиночных матча (в зависимости от результатов).

Для победы в матче команда должна была выиграть три из пяти игр.

### Участники
Квалификация на Олимпиаду основывалась на результатах мирового рейтинга и континентальных турниров. В турнире приняли участие ведущие сборные мира, включая команды Китая, Японии, Германии, Южной Кореи и других стран.

### Результаты
- Золотые медали: Китай. Команда состояла из Ма Лун, Фань Чжэньдун и Сюй Синь. Китайская команда была абсолютным фаворитом, уверенно завоевав первое место.
- Серебряные медали: Германия. Команда включала таких игроков, как Тимо Болль, Патрик Франциска и Дмитрий Овчаров.
- Бронзовые медали: Япония. В составе команды выступали Дзюн Мидзутани, Коки Нива и Томокадзу Харимото.

### Примечательные моменты
- Китайская команда подтвердила свою доминирующую позицию в мировом настольном теннисе, продолжив победную серию, начатую ещё на предыдущих Олимпийских играх.
- Германия и Япония продемонстрировали высококлассную игру, но не смогли превзойти китайцев.

Эти соревнования ещё раз подчеркнули высокий уровень подготовки азиатских стран в настольном теннисе.